# Portland Classic
De Portland Classic is een jaarlijks golftoernooi voor vrouwen, dat deel uitmaakt van de LPGA Tour. Het toernooi werd opgericht in 1972 en vindt sindsdien plaats op verschillende golfbanen in Portland, Oregon.
Het toernooi wordt over vier dagen gespeeld in een strokeplay-formule en na de tweede dag wordt de cut toegepast. Echter, van 1972 tot 2012 werd het toernooi gespeeld over drie dagen en na de tweede dag werd de cut toegepast. Van 1977 tot 1982 was dit toernooi een teamevenement dat niet op de kalender stond van de LPGA Tour.

## Toernooinamen
- 1972: Portland Ladies Classic
- 1973: Portland Ladies Open
- 1974–75: Portland Ladies Classic
- 1976: Portland Classic
- 1977: LPGA National Team Championship
- 1978: Ping Classic Team Championship
- 1979–82: Portland Ping Team Championship
- 1983–85: Portland Ping Championship
- 1986–89: Cellular One-Ping Golf Championship
- 1990: Ping-Cellular One Golf Championship
- 1991–94: Ping-Cellular One LPGA Golf Championship
- 1995: Ping-AT&T Wireless Services LPGA Golf Championship
- 1996–2000: Safeway LPGA Golf Championship
- 2001–02: Safeway Classic
- 2003–08: Safeway Classic Presented by Pepsi
- 2009–13: Safeway Classic Presented by Coca-Cola
- 2014: Portland Classic

## Winnaressen
| Jaar                                  | Golfbaan                                                       | Winnares                                                       | Score                                                          | Score                                                          | Info                                                           |
| ------------------------------------- | -------------------------------------------------------------- | -------------------------------------------------------------- | -------------------------------------------------------------- | -------------------------------------------------------------- | -------------------------------------------------------------- |
| 1972                                  | Portland Golf Club                                             | Kathy Whitworth                                                | 212                                                            | –7                                                             |                                                                |
| 1973                                  | Portland Golf Club                                             | Kathy Whitworth                                                | 144                                                            | –2                                                             | 36-holes (regenweer)                                           |
| 1974                                  | Columbia Edgewater Country Club                                | JoAnne Carner                                                  | 211                                                            | –5                                                             |                                                                |
| 1975                                  | Portland Golf Club                                             | Jo Ann Washam                                                  | 215                                                            | –1                                                             |                                                                |
| 1976                                  | Portland Golf Club                                             | Donna Caponi po                                                | 217                                                            | –2                                                             |                                                                |
| Onofficieel teamevenement (1977-1982) |                                                                |                                                                |                                                                |                                                                |                                                                |
| 1977                                  | Columbia Edgewater Country Club                                | JoAnne Carner & Judy Rankin po                                 | 202                                                            | –17                                                            |                                                                |
| 1978                                  | Columbia Edgewater Country Club                                | Donna Caponi & Kathy Whitworth po                              | 203                                                            | –16                                                            |                                                                |
| 1979                                  | Portland Golf Club                                             | Nancy Lopez & Jo Ann Washam                                    | 198                                                            | –21                                                            |                                                                |
| 1980                                  | Riverside Golf & Country Club                                  | Donna Caponi & Kathy Whitworth                                 | 195                                                            | –24                                                            |                                                                |
| 1981                                  | Riverside Golf & Country Club                                  | Donna Caponi & Kathy Whitworth po                              | 203                                                            | –16                                                            |                                                                |
| 1982                                  | Columbia Edgewater Country Club                                | Sandra Haynie & Kathy McMullen                                 | 196                                                            | –20                                                            |                                                                |
|                                       |                                                                |                                                                |                                                                |                                                                |                                                                |
| 1983                                  | Columbia Edgewater Country Club                                | JoAnne Carner po                                               | 212                                                            | –4                                                             |                                                                |
| 1984                                  | Riverside Golf & Country Club                                  | Amy Alcott                                                     | 212                                                            | –4                                                             |                                                                |
| 1985                                  | Riverside Golf & Country Club                                  | Nancy Lopez po                                                 | 215                                                            | –1                                                             |                                                                |
| 1986                                  | Columbia Edgewater Country Club                                | Ayako Okamoto                                                  | 207                                                            | –9                                                             |                                                                |
| 1987                                  | Columbia Edgewater Country Club                                | Nancy Lopez                                                    | 210                                                            | –6                                                             |                                                                |
| 1988                                  | Columbia Edgewater Country Club                                | Betsy King                                                     | 213                                                            | –3                                                             |                                                                |
| 1989                                  | Riverside G.& Country Club                                     | Muffin Spencer-Devlin                                          | 214                                                            | –2                                                             |                                                                |
| 1990                                  | Columbia Edgewater Country Club                                | Patty Sheehan                                                  | 208                                                            | –8                                                             |                                                                |
| 1991                                  | Columbia Edgewater Country Club                                | Michelle Estill                                                | 208                                                            | –8                                                             |                                                                |
| 1992                                  | Columbia Edgewater Country Club                                | Nancy Lopez po                                                 | 209                                                            | –7                                                             |                                                                |
| 1993                                  | Columbia Edgewater Country Club                                | Donna Andrews                                                  | 208                                                            | –8                                                             |                                                                |
| 1994                                  | Columbia Edgewater Country Club                                | Missie McGeorge                                                | 207                                                            | –9                                                             |                                                                |
| 1995                                  | Columbia Edgewater Country Club                                | Alison Nicholas                                                | 207                                                            | –9                                                             |                                                                |
| 1996                                  | Columbia Edgewater Country Club                                | Dottie Pepper                                                  | 202                                                            | –14                                                            |                                                                |
| 1997                                  | Columbia Edgewater Country Club                                | Christa Johnson                                                | 206                                                            | –10                                                            |                                                                |
| 1998                                  | Columbia Edgewater Country Club                                | Danielle Ammaccapane                                           | 204                                                            | –12                                                            |                                                                |
| 1999                                  | Columbia Edgewater Country Club                                | Juli Inkster                                                   | 207                                                            | –9                                                             |                                                                |
| 2000                                  | Columbia Edgewater Country Club                                | Mi Hyun Kim po                                                 | 215                                                            | –1                                                             |                                                                |
| 2001                                  | Toernooi geannuleerd vanwege de aanslagen op 11 september 2001 | Toernooi geannuleerd vanwege de aanslagen op 11 september 2001 | Toernooi geannuleerd vanwege de aanslagen op 11 september 2001 | Toernooi geannuleerd vanwege de aanslagen op 11 september 2001 | Toernooi geannuleerd vanwege de aanslagen op 11 september 2001 |
| 2002                                  | Columbia Edgewater Country Club                                | Annika Sörenstam                                               | 199                                                            | –17                                                            |                                                                |
| 2003                                  | Columbia Edgewater Country Club                                | Annika Sörenstam                                               | 201                                                            | –15                                                            |                                                                |
| 2004                                  | Columbia Edgewater Country Club                                | Han Hee-won po                                                 | 207                                                            | –9                                                             |                                                                |
| 2005                                  | Columbia Edgewater Country Club                                | Kang Soo-yun                                                   | 201                                                            | –15                                                            |                                                                |
| 2006                                  | Columbia Edgewater Country Club                                | Pat Hurst                                                      | 206                                                            | –10                                                            |                                                                |
| 2007                                  | Columbia Edgewater Country Club                                | Lorena Ochoa                                                   | 204                                                            | –12                                                            |                                                                |
| 2008                                  | Columbia Edgewater Country Club                                | Cristie Kerr po                                                | 203                                                            | –13                                                            |                                                                |
| 2009                                  | Pumpkin Ridge Golf Club                                        | Hur Mi-jung po                                                 | 203                                                            | –13                                                            | Won de play-off van Suzann Pettersen en Michele Redman         |
| 2010                                  | Pumpkin Ridge Golf Club                                        | Ai Miyazato                                                    | 205                                                            | –11                                                            |                                                                |
| 2011                                  | Pumpkin Ridge Golf Club                                        | Suzann Pettersen po                                            | 207                                                            | –6                                                             |                                                                |
| 2012                                  | Pumpkin Ridge Golf Club                                        | Mika Miyazato                                                  | 203                                                            | –13                                                            |                                                                |
| 2013                                  | Columbia Edgewater Country Club                                | Suzann Pettersen                                               | 268                                                            | –20                                                            | Uitgebreid tot een 72-holes evenement                          |
| 2014                                  | Columbia Edgewater Country Club                                | Austin Ernst po                                                | 274                                                            | –14                                                            | Won de play-off van In-Kyung Kim                               |

| Toernooirecord (54-holes) |  | Toernooirecord (72-holes) |  | po = winnares na play-off |